# LRASM
長距離対艦ミサイル（英語: Long Range Anti-Ship Missile, LRASM）は、アメリカ海軍と国防高等研究計画局（DARPA）により開発されている対艦ミサイル・巡航ミサイル。ハープーンの後継として計画されており、生産はロッキード・マーティン社によって行われている。

## 概要
LRASM(エルラズム)は、GPSや戦術データ・リンクなど外部の情報システムとの連接が絶たれた状態においても、ミサイル搭載の測的システムにより自律的に攻撃を実施できることが求められている。この測的システムは、AI(人工知能)による明確な目標識別、移動目標に対する精密攻撃、敵対的環境における初期目標の確立能力を有するものとされている。これにより、このミサイルは、敵のハードキルを回避しうるよう設計されている。
従来、この種のミサイルの終末誘導にはレーダーを用いることが多かったが、LRASMは、BAEシステムズが開発したRF受信機と画像赤外線を統合した複合シーカーを用いており、目標が発している対空レーダーなどの電波をもとにミサイルを誘導する。そのため、敵の対空レーダーが動作している限りは確実に目標を捉え続けることができ、敵の欺瞞手段により妨害されることがない。
開発は2つの異なる設計案に基づき、2009年より開始された。漸進策として開発されたLRASM-Aは、ロッキード・マーティン社の長距離空対地ミサイルであるAGM-158 JASSM-ERの弾体設計を流用した亜音速巡航ミサイルであり、同社を主契約者としている。LRASM-Bは、より先進的なものとして計画され、ロシア・インド共同開発のブラモスと同様にラムジェットエンジンによる超音速性能を狙っていたが、2012年1月にキャンセルされた。模擬弾によるLRASMのセンサー部の試験は2012年5月より開始されており、また、2013年中に3回の空中発射試験（うち1回はB-1B爆撃機を母機とする）が、2014年中に2回の地上/水上発射試験が予定されている。
2015年、LRASMはAGM-158Cの型式番号を与えられた。2018年、LRASMは初期作戦能力を獲得した。
LRASMは、B-1BやF/A-18E/F、F-35Cなどの航空機のほか、アメリカ海軍や海上自衛隊など各国の水上戦闘艦に広く搭載されているMk.41VLSからの運用にも対応する予定である。